# My Sweet Mobster
My Sweet Mobster (en hangul, 놀아주는 여자; en hanja, 놀아주는 女子; McCune-Reischauer, Norajunŭn yŏja; literalmente, «La mujer que juega») es una serie de televisión surcoreana dirigida por Kim Young-hwan y Kim Woo-hyun, y protagonizada por Uhm Tae-goo, Han Sun-hwa y Kwon Yul. Se emitirá por el canal JTBC desde el 12 de junio hasta el 1 de agosto de 2024, los miércoles y jueves a las 20:50 (hora local coreana).

## Sinopsis
La serie narra el complicado romance entre Seo Ji-hwan, un hermano mayor que ha limpiado su oscuro pasado y Ko Eun-ha, una mujer que tiene un canal infantil.

## Reparto

### Principal
- Uhm Tae-goo como Seo Ji-hwan, quien puso fin a su pasado como jefe de una organización criminal y se convirtió en director ejecutivo de la empresa procesadora de carne, Thirsty Deer. Ahora viaja por toda Corea, reclutando a los gánsteres que han sido liberados de prisión, para ayudarles a crearse nuevas vidas.[1][2][3]
- Han Sun-hwa como Ko Eun-ha, una creadora infantil también conocida como Minnie Sister, quiere transmitir amor y felicidad a los niños, utilizando como base los recuerdos de su amigo de la infancia, el único que jugaba con ella cuando era niña.[1][4][5][6]
- Kwon Yul como Jang Hyun-woo, un fiscal de la Fiscalía del Distrito Central de Seúl y un ávido suscriptor de Minnie Sister, es infinitamente amable con los niños que visitan la fiscalía, pero tiene la obstinada creencia de que la gente no cambia cuando se trata de delincuentes. En particular, sospecha persistentemente de Ji-hwan.[7][8]

### Secundario

#### Thirsty Deer
- Kim Hyun-jin como Joo Il-young, director general de Thirsty Deer.[9][10]
- Yang Hyun-min como Kwak Jae-soo, jefe del equipo de gestión de clientes de Thirsty Deer.
- Lee Yoo-joon como Jung Man-ho, jefe del equipo de desarrollo de productos de Thirsty Deer.
- Moon Dong-hyuk como Yang Hong-ki, jefe del equipo de mercadeo y relaciones públicas de Thirsty Deer, que trabaja duramente para cambiar la imagen negativa de la empresa.[11]
- Park Jae-chan como Lee Dong-hee, el secretario de Thirsty Deer, que sigue lealmente al «hermano mayor» Ji-hwan.[9][12]

#### Familia de Mi-ho
- Moon Ji-in como Koo Mi-ho, la mejor amiga de Eun-ha; es peluquera y dirige un salón de belleza.[13][14]
- Lee Byung-joon como Koo Pil-seung, el padre de Mi-ho, dueño de una frutería, a quien preocupa que su hija no tenga aún novio, y que cuida a Eun-ha como si fuera su segunda hija.[15]
- Yoon Jin-sung como la madre de Mi-ho, dueña de una frutería.

#### Macaron Soft
- Song Seo-rin como Kang Ye-na, creadora infantil en Macaron Soft, a cargo de un canal con tres millones de suscriptores, y cuyos vídeos llegan al millón de visitas en menos de una hora desde la publicación.[16]
- Yeon Je-wook como Ma, director ejecutivo de Macaron Soft, capaz de reunir en la empresa a los mejores talentos.[17]
- Cho Hyun-shik como Lee, productor de Macaron Soft.[17]

#### Grupo Meow
- Im Cheol-soo como Ko Yang-hee, jefe del grupo Meow que es la fachada legal de todas las actividades ilegales.[17]
- Kim Hyun-joon como Lee Kang-kil, el segundo al mando del grupo Meow. Era una persona que trabajó en la misma organización que Ji-hwan en el pasado, pero actualmente está activo como jefe operativo de Meow, enfrentado a aquel.[18]
- Kim Roi-ha como Seo Tae-pyung, el padre de Ji-hwan y exjefe de la banda Bulldog, organización a la que convirtió en la más importante del país. Una figura legendaria en el mundo mafioso.[17]

#### Fiscalía del Distrito Central de Seúl
- Park Cheol-min como el jefe Oh, investigador del Departamento de Investigación de Delitos Violentos de la Fiscalía del Distrito Central de Seúl.
- Shin Su-hyun como la oficial Song, oficial ejecutiva en el departamento de investigación de delitos violentos de la Fiscalía del Distrito Central de Seúl.[19]

#### Otros
- Hwang Hyun-jung como Song-hee.
- Jung Yoo-geun.

### Apariciones especiales
- Kim Young-ok como la dueña del restaurante de dumplings de Hyun-woo.
- Seo Nam-yong como Yoon Hyun-woo, un estudiante que está preparando las oposiciones para funcionario público desde hace 10 años.
- Sung Dong-il como Ho Taek (episodio 1).[20]
- Wang Ji-won como Ji-won (episodio 3).[21]
- Lee Joon como Koo Joon-kyung (episodio 9).[22]

## Producción y promoción
My Sweet Mobster está escrita por Na-kyung, dirigida por Kim Young-hwan y Kim Woo-hyun, y producida por Base Story, IOK y SLL. Está basada en la novela web del mismo título original, escrita por Park Soo-jung y publicada en Naver Series.
El 9 de mayo de 2024 el equipo de producción lanzó un primer vídeo como avance de la serie. Al día siguiente publicó dos carteles, el primero del protagonista masculino vestido de negro pero con abalorios en forma de corazón rosa, y el segundo de Go Eun-ha que muestra un muñeco de Ji-hwan, también de negro pero en una composición donde domina el rosa. El 14 de mayo se difundió un nuevo avance. El 10 de enero y el 27 de mayo se distribuyeron fotogramas con los protagonistas.

## Audiencia
| Temporada | Temporada | Episodio número | Episodio número | Episodio número | Episodio número | Episodio número | Episodio número | Episodio número | Episodio número | Episodio número | Episodio número | Episodio número | Episodio número | Episodio número | Episodio número | Episodio número | Episodio número | Promedio |
| Temporada | Temporada | 1               | 2               | 3               | 4               | 5               | 6               | 7               | 8               | 9               | 10              | 11              | 12              | 13              | 14              | 15              | 16              | Promedio |
| --------- | --------- | --------------- | --------------- | --------------- | --------------- | --------------- | --------------- | --------------- | --------------- | --------------- | --------------- | --------------- | --------------- | --------------- | --------------- | --------------- | --------------- | -------- |
|           | 1         | 502             | 474             | 449             | —               | 520             | 534             | 476             | 579             | 523             | 635             | 614             | 557             | 505             | 480             | 575             | 680             | N/A      |

| Episodio | Fecha de emisión    | Índices de audiencia (Nielsen Korea) | Índices de audiencia (Nielsen Korea) |
| Episodio | Fecha de emisión    | Nacional                             | Seúl                                 |
| --- | ------------------- | ------------------------------------ | ------------------------------------ |
| 1 | 12 de junio de 2024 | 2,297 % (9.ª)                        | 2,208 % (3.ª)                        |
| 2 | 13 de junio de 2024 | 2,185 % (10.ª)                       | 1,875 % (10.ª)                       |
| 3 | 19 de junio de 2024 | 1,852 % (13.ª)                       | ND                                   |
| 4 | 20 de junio de 2024 | 2,284 % (9.ª)                        | 2,040 % (9.ª)                        |
| 5 | 26 de junio de 2024 | 2,351 % (7.ª)                        | 2,176 % (7.ª)                        |
| 6 | 27 de junio de 2024 | 2,626 % (5.ª)                        | 2,503 % (5.ª)                        |
| 7 | 3 de julio de 2024  | 2,488 % (5.ª)                        | 2,442 % (2.ª)                        |
| 8 | 4 de julio de 2024  | 2,759 % (4.ª)                        | 2,801 % (3.ª)                        |
| 9 | 10 de julio de 2024 | 2,625 % (3.ª)                        | 2,542 % (4.ª)                        |
| 10 | 11 de julio de 2024 | 3,003 % (5.ª)                        | 2,699 % (4.ª)                        |
| 11 | 17 de julio de 2024 | 2,863 % (5.ª)                        | 2,916 % (2.ª)                        |
| 12 | 18 de julio de 2024 | 2,710 % (7.ª)                        | 2,552 % (6.ª)                        |
| 13 | 24 de julio de 2024 | 2,640 % (8.ª)                        | 2,730 % (3.ª)                        |
| 14 | 25 de julio de 2024 | 2,322 % (11.ª)                       | ND                                   |
| 15 | 31 de julio de 2024 | 2,813 % (4.ª)                        | 2,416 % (5.ª)                        |
| 16 | 1 de agosto de 2024 | 2,939 % (4.ª)                        | 2,366 % (7.ª)                        |
| Promedio | Promedio            | 2,547 %                              | —                                    |
| - En la tabla superior, los números azules representan las calificaciones más bajas y los números rojos representan las más altas. - 'ND' indica que no se publicó el dato correspondiente. - Esta serie se transmite en un canal de cable/televisión de pago, que normalmente tiene una audiencia menor respecto a las emisoras de televisión públicas/gratuitas (KBS, SBS, MBC y EBS). |                     |                                      |                                      |